# El Dueso (Cantabria)
El Dueso o Dueso es una localidad de Santoña (Cantabria, España), ubicada junto al monte Buciero. En el año 2008 contaba con una población de 174 habitantes (INE). La localidad está situada a 30 metros sobre el nivel del mar, y a 1,5 kilómetros de la capital municipal, Santoña.
También cuenta con una capilla en la que su santo principal es San Miguel. Este barrio también tiene su propia fiesta, la de san Miguel, que se celebra en mayo, principalmente el 8 y el 9.
Destaca del lugar el establecimiento penitenciario homónimo, que alberga presos comunes.
También destaca su propia playa situada junto al cementerio, la playa de Berria.